# Paoliella nachensis
Paoliella nachensis är en insektsart. Paoliella nachensis ingår i släktet Paoliella och familjen långrörsbladlöss. Inga underarter finns listade i Catalogue of Life.